# 비곤차
비곤차(이탈리아어: Vigonza)는 이탈리아 베네토주 파도바도에 있는 코무네(기초 자치체)로 베네치아에서 서쪽으로 약 25 킬로미터 (16 mi), 파도바에서 북동쪽으로 약 10 킬로미터 (6 mi)에 위치한다.